# Ernst Fehr
Ernst Fehr (Hard, 21 giugno 1956) è un economista austriaco.

## Vita
Fehr ha studiato dal 1975 al 1980 all'università di Vienna scienze economiche. Nel 1986 ha ottenuto il dottorato di ricerca e nel 1991 ha conseguito l'abilitazione. Dal 1991 al 1994 Fehr era professore associato al politecnico di Vienna. Dal 1994 è professore ordinario di microeconomia e economia sperimentale all'università di Zurigo.
Fehr è sposato ed ha due bambini. Abita a Zurigo. 

## Riconoscimenti
Fehr è membro onorario del American Academy of Arts and Sciences, membro dell'American Academy of Political and Social Sciences e professore visitante al Massachusetts Institute of Technology. Nel 2008 ha vinto il premio Marcel-Benoist dotato di 100.000 franchi svizzeri.  